# Philip Hermogenes Calderon
Philip Hermogenes Calderon (Poitiers, 3. svibnja 1833. – London, 30. travnja 1898.), engleski slikar.
Bio je blizak prerafaelitima i u njihovoj maniri radio je povijesne scene, pejzaže i portrete. Kao njegovo glavno djelo među kompozicijama s historijskim temama smatra se "Sv. Elizabeta Ugarska". 

## Vanjske poveznice
- Biografija na ARC - Art Renewal Center (engl.)